# 精神益生菌
精神益生菌精神益生菌（英語：Psychobiotics）是指具有潛力透過調節腸道微生物群來影響大腦功能與心理健康的益生菌或益生質。其作用機制包括調控腸道–腦軸（gut–brain axis）、改變神經傳導物質（如多巴胺、血清素）水平、調節免疫反應與神經發炎、增強腸道屏障功能，以及調節下視丘–腦下垂體–腎上腺軸（HPA axis）等。
精神益生菌一詞最初由 Dinan 和 Cryan 等人在 2013 年提出，並迅速成為精神疾病與腸道菌相交叉領域的研究焦點之一。至今已有多項前臨床與初步臨床試驗指出特定菌株可改善壓力反應、焦慮、憂鬱、睡眠障礙、自閉症光譜症狀、認知功能與神經退化疾病相關行為。
具代表性的精神益生菌包括植物乳桿菌 PS128（Lactiplantibacillus plantarum PS128）、副乾酪乳桿菌 PS23（Lactobacillus paracasei PS23）、發酵乳桿菌 PS150（Limosilactobacillus fermentum PS150），以及 Lactobacillus plantarum MCC1274 和 Lactobacillus helveticus R0052/Bifidobacterium longum R0175）等。
不過，儘管初步結果鼓舞人心，目前仍缺乏大規模、長期、設計嚴謹的隨機對照試驗（RCT）以建立臨床建議。根據 2019 年 JAMA Psychiatry 的系統性回顧與 2023 年的統合分析，目前精神益生菌在整體心理健康上的療效仍屬初步階段，後續仍需進一步研究驗證其臨床應用的普遍性與穩定性。

## 種類

果聚糖

在進行精神益生菌的相關研究時，最常使用的細菌是革蘭氏陽性菌，例如双歧杆菌属及乳桿菌屬，其中不含脂多糖鏈，可以減少免疫應答的可能性。益生元（Prebiotics）是可以幫助對人體有益微生物（例如在腸道內发酵的細菌）活動或是成長的物質，例如果聚糖，寡醣）。若在單一益生菌培養基中產生的多種菌種，會稱為polybiotic。

### 菌種
目前在精神益生菌的研究上，會用到以下的菌種：
- 瑞士乳杆菌（英语：Lactobacillus helveticus）
- 长双歧杆菌
- 乾酪乳桿菌
- 植物乳杆菌
- 嗜酸乳桿菌
- 保加利亚乳杆菌
- 短双歧杆菌（英语：Bifidobacterium breve）
- 嬰兒雙歧杆菌（英语：Bifidobacterium infantis）
- 嗜热链球菌
- 酪乳酸桿菌（英语：Lactobacillus rhamnosus）
- 格氏乳酸桿菌（英语：Lactobacillus gasseri）

### 代表性菌株
精神益生菌（Psychobiotics）為腸道微生物中具有影響神經心理健康潛力的特定菌株。以下為部分具科學文獻支持的代表性菌株：
- 植物乳桿菌 PS128（Lactiplantibacillus plantarum PS128）：此菌株已在多項動物與人體研究中顯示其調節多巴胺與血清素之能力，並具有改善自閉症、帕金森氏症等神經精神狀態的潛力。[14][15]

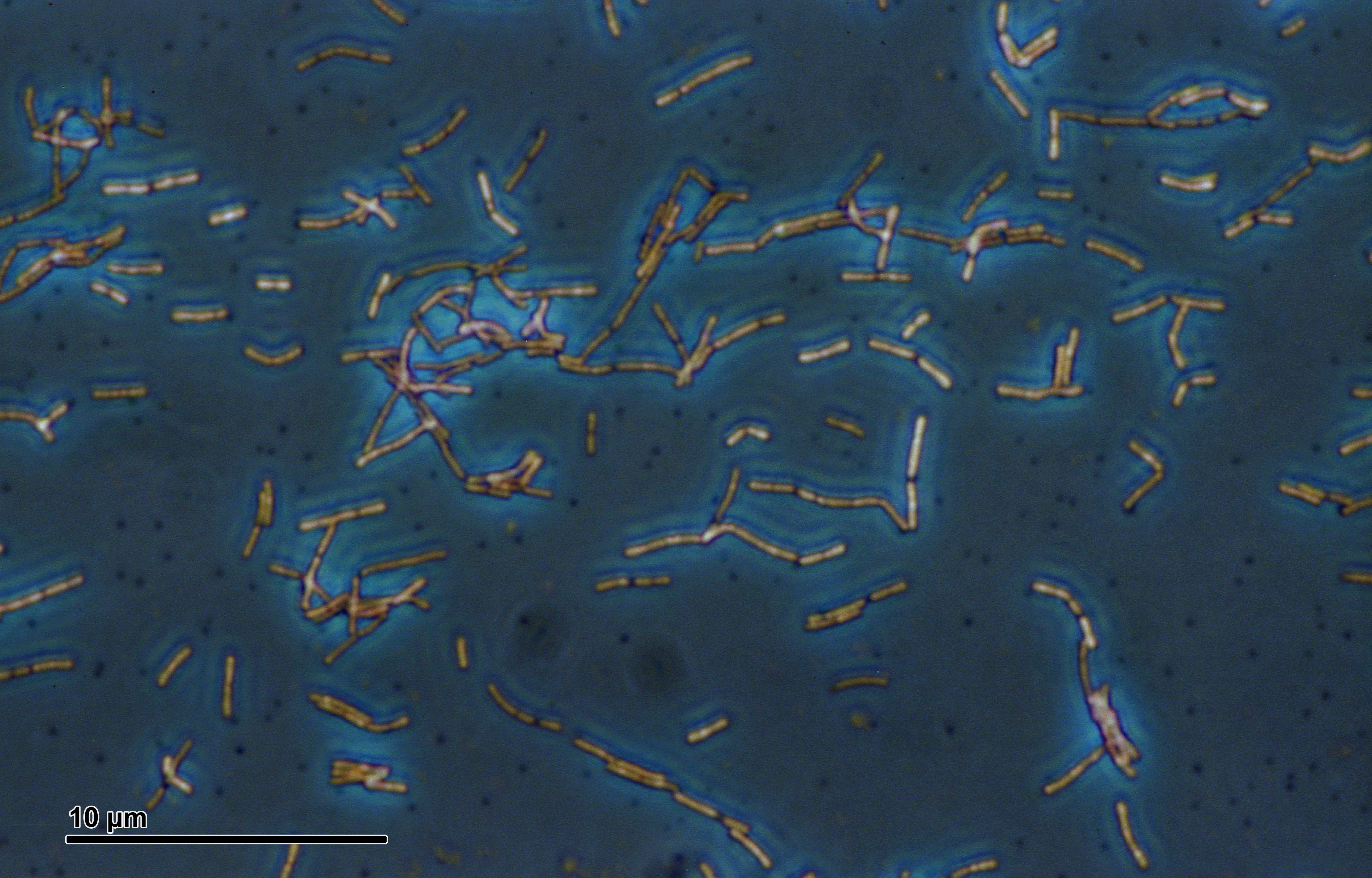
嗜酸乳桿菌

- Lactobacillus plantarum HEAL9：瑞典開發的菌株，於多項人類試驗中用於減輕壓力與情緒障礙，並調整腸道菌群與發炎反應。[16]

- Lactobacillus plantarum MCC1274：由日本研究團隊發現並商品化為「Memory Keep」，已在阿茲海默症早期患者中進行臨床試驗，顯示其可能對記憶與認知功能具改善效果。[17]

- 副乾酪乳桿菌 PS23（Lactobacillus paracasei PS23）：在 SAMP8 老化鼠模型中，PS23 可延緩記憶衰退、提升 BDNF 表現，並具有抗氧化與神經保護效果。[18]

在慢性壓力小鼠實驗中，PS23 可降低皮質醇與焦慮行為，調節腸–腦軸與神經發炎路徑。
- 發酵乳桿菌 PS150（Limosilactobacillus fermentum PS150）：本菌株具助眠與抗壓潛力。在小鼠慢性壓力模型中，PS150 可調節 HPA 軸與神經可塑性相關基因，減緩焦慮與憂鬱樣行為。[20]

```
 在睡眠剝奪模型中，PS150 有助於恢復正常睡眠節律並增加非快速動眼期睡眠，改善睡眠品質。
[
21
]
```